# Eurytoma pistaciae
Eurytoma pistaciae is een vliesvleugelig insect uit de familie Eurytomidae. De wetenschappelijke naam is voor het eerst geldig gepubliceerd in 1877 door Rondani.